# Конституция Чувашской Республики
Конституция Чувашской Республики (чув. Чăваш Республикин конституцийĕ) — основной закон Чувашской Республики в составе Российской Федерации.
Принята Государственным Советом Чувашской Республики 30 ноября 2000 года. С изменениями от 27 марта 2003 г., 19 июля 2004 г., 18 апреля 2005 г., 5 октября 2006 года.

## Состоит из
- преамбулы «Государственный Совет Чувашской Республики,
  - свидетельствуя уважение к многовековой истории чувашского народа,
  - сохраняя самобытность народов, проживающих на территории Чувашской Республики,
  - признавая Чувашскую Республику субъектом Российской Федерации,
  - осознавая историческую общность народов Российской Федерации,
  - стремясь обеспечить благополучие и процветание Родины,
  - утверждая права и свободы человека, гражданский мир и согласие,
  - исходя из общепризнанных принципов равноправия и самоопределения народов,
  - учитывая высокую ответственность перед народом,
  - принимает Конституцию Чувашской Республики»
- 10 глав
- и 105 статей